# Boulevard Simard
Le Boulevard Simard est un boulevard principalement résidentiel de Saint-Lambert sur la Rive-Sud de Montréal.

## Situation et accès
Le boulevard Simard, débute sur l'avenue Victoria tout près des limites sud de Greenfield Park. Il se poursuit en direction nord pour se terminer sur le boulevard Marie-Victorin et sur l'autoroute 20 / route 132 où il devient la rue du Hâvre qui mène à la marina de Saint-Lambert. Le boulevard Plamondon qui termine sur le boulevard Simard mène à la ville voisine Brossard.

## Origine du nom
Il est nommé en l'honneur de Georges-Aimé Simard, pharmacien, politicien et fondateur de la municipalité de Préville et homme d'affaires mort à Saint-Lambert en 1953.